# Пайн-Блафс (Вайоминг)
Пайн-Блафс (англ. Pine Bluffs, Wyoming) — город, расположенный в округе Ларами (штат Вайоминг, США) с населением в 1153 человека по статистическим данным переписи 2000 года.

## Демография
По данным переписи населения 2000 года в Пайн-Блафс проживало 1153 человека, 332 семьи, насчитывалось 482 домашних хозяйств и 517 жилых домов. Средняя плотность населения составляла около 138 человек на один квадратный километр. Расовый состав Пайн-Блафс по данным переписи распределился следующим образом: 95,92 % белых, 0,17 % — чёрных или афроамериканцев, 0,69 % — коренных американцев, 0,17 % — азиатов, 1,21 % — представителей смешанных рас, 1,82 % — других народностей. Испаноговорящие составили 6,85 % от всех жителей города.
Из 482 домашних хозяйств в 30,1 % — воспитывали детей в возрасте до 18 лет, 55,2 % представляли собой совместно проживающие супружеские пары, в 9,8 % семей женщины проживали без мужей, 31,1 % не имели семей. 28,2 % от общего числа семей на момент переписи жили самостоятельно, при этом 14,9 % составили одинокие пожилые люди в возрасте 65 лет и старше. Средний размер домашнего хозяйства составил 2,38 человек, а средний размер семьи — 2,90 человек.
Население города по возрастному диапазону по данным переписи 2000 года распределилось следующим образом: 27,3 % — жители младше 18 лет, 5,6 % — между 18 и 24 годами, 23,2 % — от 25 до 44 лет, 25,0 % — от 45 до 64 лет и 18,9 % — в возрасте 65 лет и старше. Средний возраст жителей составил 41 год. На каждые 100 женщин в Пайн-Блафс приходилось 95,1 мужчин, при этом на каждые сто женщин 18 лет и старше приходилось 87,9 мужчин также старше 18 лет.
Средний доход на одно домашнее хозяйство в городе составил 33 152 доллара США, а средний доход на одну семью — 40 417 долларов. При этом мужчины имели средний доход в 30 078 долларов США в год против 20 500 долларов среднегодового дохода у женщин. Доход на душу населения в городе составил 15 525 долларов в год. 7,3 % от всего числа семей в округе и 10,1 % от всей численности населения находилось на момент переписи населения за чертой бедности, при этом 15,2 % из них были моложе 18 лет и 8,3 % — в возрасте 65 лет и старше.

## География
По данным Бюро переписи населения США город Пайн-Блафс имеет общую площадь в 8,29 квадратных километров, водных ресурсов в черте населённого пункта не имеется.
Город Пайн-Блафс расположен на высоте 1539 метров над уровнем моря. Климат пустынный, полузасушливый (префикс «BSk» по Классификации климатов Кёппена).
| Показатель                    | Янв.  | Фев. | Март | Апр. | Май  | Июнь | Июль | Авг. | Сен. | Окт. | Нояб. | Дек.  | Год  |
| ----------------------------- | ----- | ---- | ---- | ---- | ---- | ---- | ---- | ---- | ---- | ---- | ----- | ----- | ---- |
| Средний суточный максимум, °C | 3,9   | 6,1  | 9,4  | 14,4 | 20   | 26,7 | 30,6 | 29,4 | 23,9 | 17,2 | 8,9   | 4,4   | 16,1 |
| Средняя температура, °C       | −3,3  | −1,7 | 2,2  | 6,7  | 12,2 | 17,8 | 21,7 | 20,6 | 15   | 8,3  | 1,1   | −2,8  | 8,3  |
| Средний суточный минимум, °C  | −11,1 | −8,9 | −5   | −1,1 | 4,4  | 9,4  | 12,2 | 11,7 | 6,1  | 0    | −6,7  | −10,6 | 0    |
| Норма осадков, мм             | 11,2  | 7,1  | 28,4 | 40,4 | 62   | 57,4 | 63,8 | 52,1 | 32,5 | 17   | 14    | 10,2  | 396  |